# 開基玉皇宮
臺南開基玉皇宮，民間俗稱舊天公廟，位於臺南市北區，昔日府城鎮北坊，建於明鄭時代，主祀玉皇上帝，乃萬天之主宰，為天界至尊之神，主宰三界，尊稱玉皇大天尊玄穹高上帝，俗稱天公、天公祖、玉帝，為臺灣最早奉祀玉皇上帝、玉皇四殿下、玉皇三公主娘之首廟。與台南天壇同為台南市兩大天公廟。

## 沿革
明末，福建泉漳一帶先民至臺灣尋求發展，為求渡海平安，恭請「玉皇上帝」、「玉皇三公主娘」香火及「玉皇四太子」木雕神像乙尊，隨身供奉來臺，在尖山立居，將香火及神像在尖山之頂，建一天壇供奉，為臺灣置所奉祀玉皇上帝之始。
明鄭永曆二十四年（1670年）尖山一帶居民有感於玉皇四太子之濟世神威，遂於出資建廟，尊奉玉皇四太子為主神，廟名為「玉皇太子宮」，同年鄭成功部將李世輝病重，其子李世金（又稱李四舍）聽聞玉皇太子宮靈驗，乃設香案代父祝禱祈求疾病早日痊癒，並發願事後會擴建廟宇。事後，李世輝之病果真痊癒，於是李四舍乃募金銀元九百圓擴建玉皇太子宮，居民皆稱之為「四舍廟」。
清朝康熙二十七年（1688年），臺灣鎮總兵楊文魁視察臺灣，有感玉皇太子宮威靈顯赫，乃重修宮殿並加以崇祀。清朝嘉慶五年（1800年），尖山一帶地震，宮內受震害崩壞，加上廟身年久失修，境內檀越許茂盛、陳登生、蔡廷杰、徐玉勳、柯再得等鳩資銀元八百元，大行修廟，並聘請福州匠師雕塑玉皇上帝、玉皇四殿下(玉皇四太子)、玉皇三公主娘之大型軟身神像，並增祀三官大帝、南斗星君、北斗星君、張府天師、虎爺、月下老人等神尊。因尊奉玉皇上帝為主神，改名「開基玉皇宮」。光緒十三年（1887年）續修，並塑註生娘娘、普化天尊、王靈天君神尊供奉。
1945年，於第二次世界大戰期間歷經戰火，神像暫遷興濟宮。二戰後，由當時管理人及信眾發起修建，完竣後回鑾安座，並多次增修改建，直至今日。臺南市政府「府城歷史廟宇」編號：二十七號。

## 主祀神祇
| 供奉位置 | 供奉位置 | 供奉神祇 | 備註 |
| -------- | -------- | --- | ---- |
| 一樓     | 正殿     | 三官大帝、南斗星君、北斗星君                                                                                               |      |
| 一樓     | 右龕     | 香客大樓 |      |
| 一樓     | 左龕     | 馬使爺、司命灶君、南斗星君、天醫真人、東斗星君、斗姆元君 、中斗星君 、西斗星君、月老公、北斗星君、註生娘娘、五營兵馬       |      |
| 二樓     | 凌霄寶殿 | 玉皇上帝、玉皇四殿下、玉皇三公主娘                                                                                         |      |
| 二樓     | 右龕     | 太乙真人、盤古聖祖、太白金星、三清道祖、王靈天君、張府天師、普化天尊、太陽星君、下壇將軍                                   |      |
| 二樓     | 左龕     | 準提菩薩 、三寶佛、觀世音菩薩、玄天上帝、玉皇四殿下、孚佑帝君、五文昌公(文昌帝君、朱熹夫子、文衡聖帝、孚佑帝君、文魁夫子 ) |      |
| 二樓     | 太歲殿   | 六十太歲星君、太陰星君 |      |

## 交誼境
大觀音亭興濟宮、鎮轅境頂土地廟、陰陽公廟、玉皇太子宮、延平鳳山宮、寮內雙良宮、四聯境金安宮、下合源正義殿、南廠武英殿、六興境保西宮、關廟九天宮、高雄沙多宮、外關帝港玄明保安宮、米街忠澤堂、開基靈祐宮、全臺首邑縣城隍廟、開臺聖地三老爺宮、總祿境下土地廟、北華街玉尊堂、白龍庵五靈堂、前甲元祐宮、佳里保安宮、大銃街糖宮內糖安宮、龍潭天壇、漚汪聖德殿、祀典武廟、下林玉聖宮、南勢街西羅殿、南廠保玉宮、關帝港開基武廟等。

## 圖片

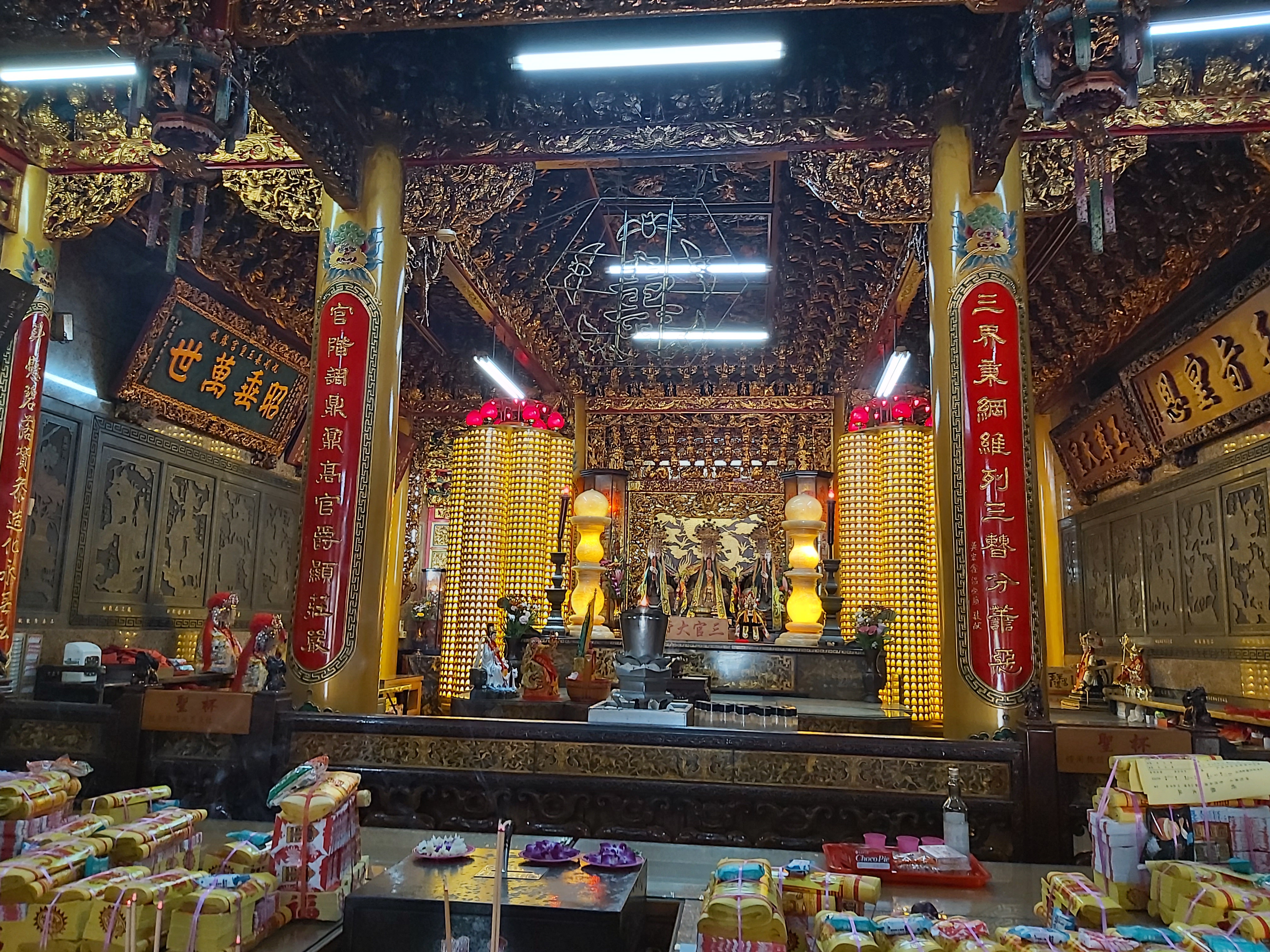
正殿
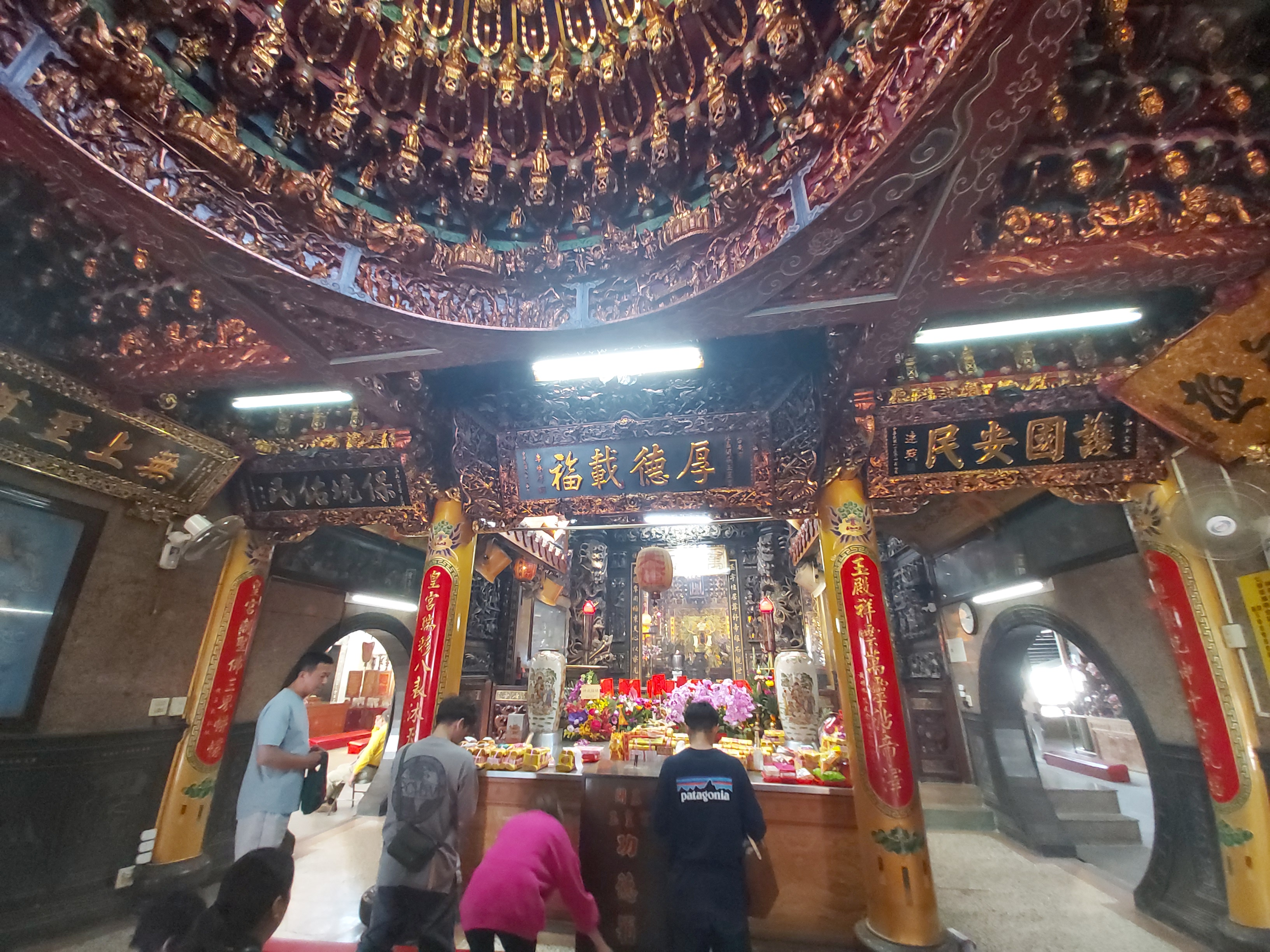
凌霄寶殿
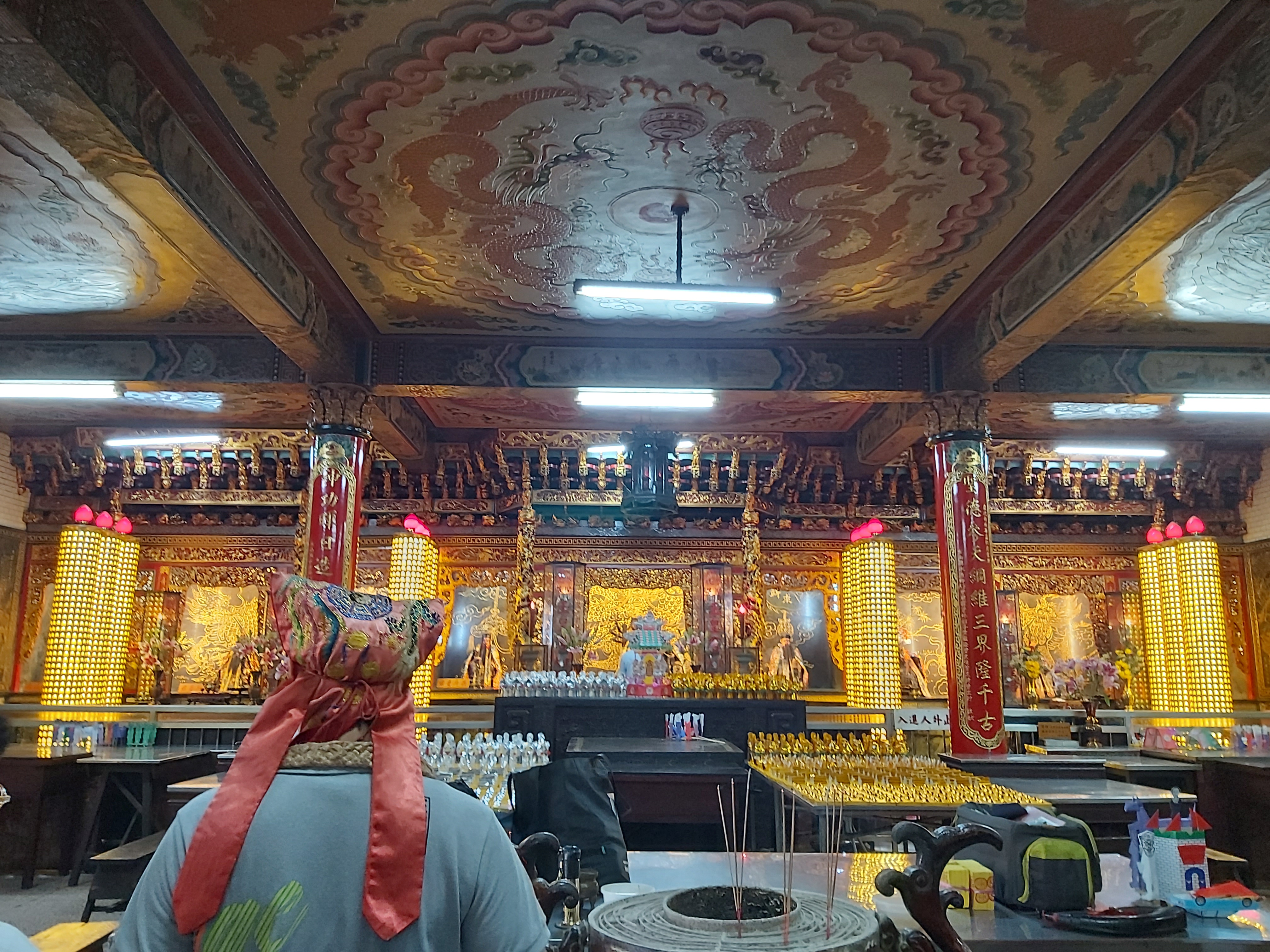
偏殿諸神衹
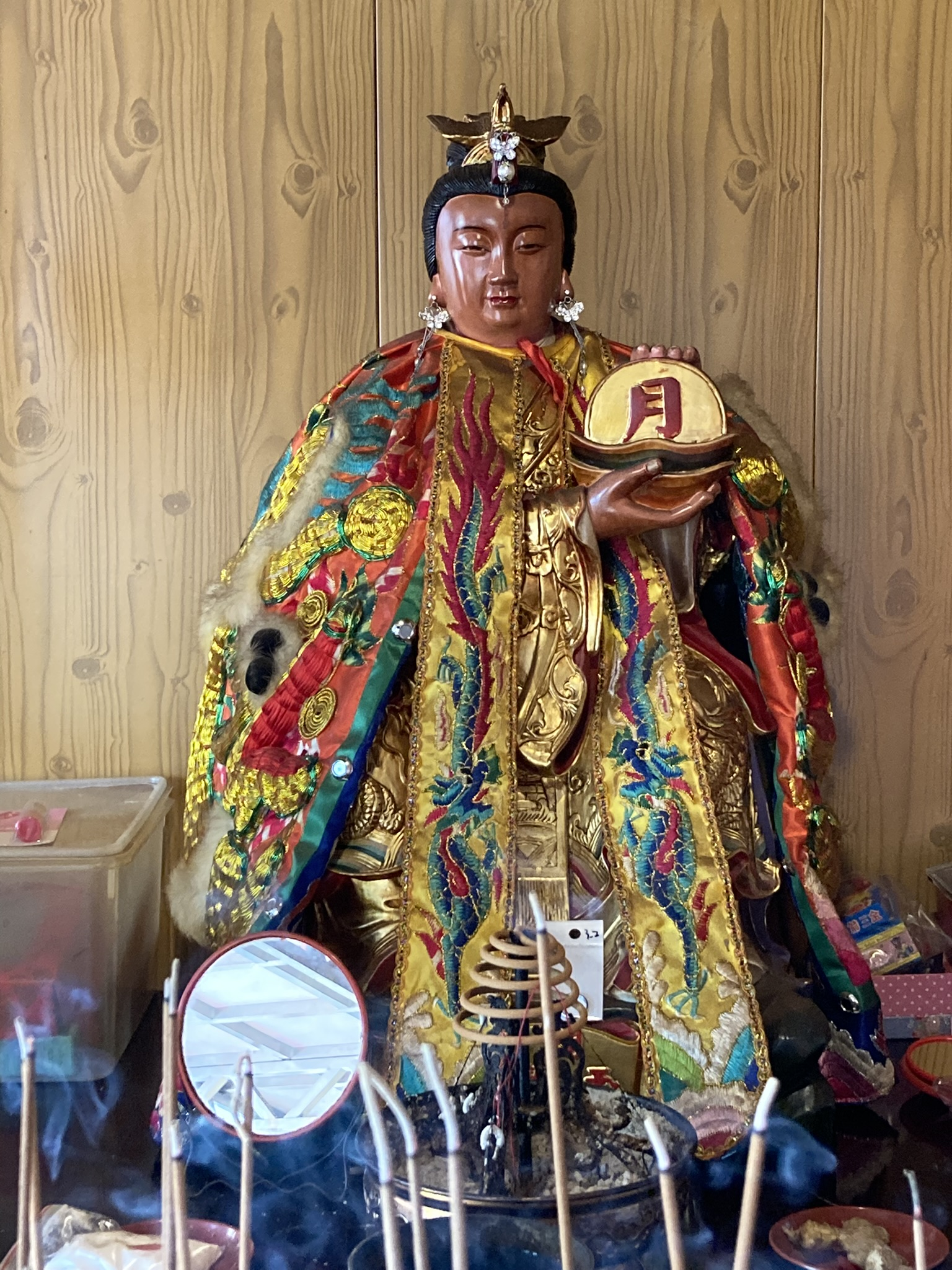
太陰星君

## 外部連結
- 臺南開基玉皇宮
- 臺南開基玉皇宮的Facebook專頁 （页面存档备份，存于）
- 鎮北坊文化園區資訊網 （页面存档备份，存于）
- 赤崁文化園區資訊網 （页面存档备份，存于）